# Grabtafeln des Exekias

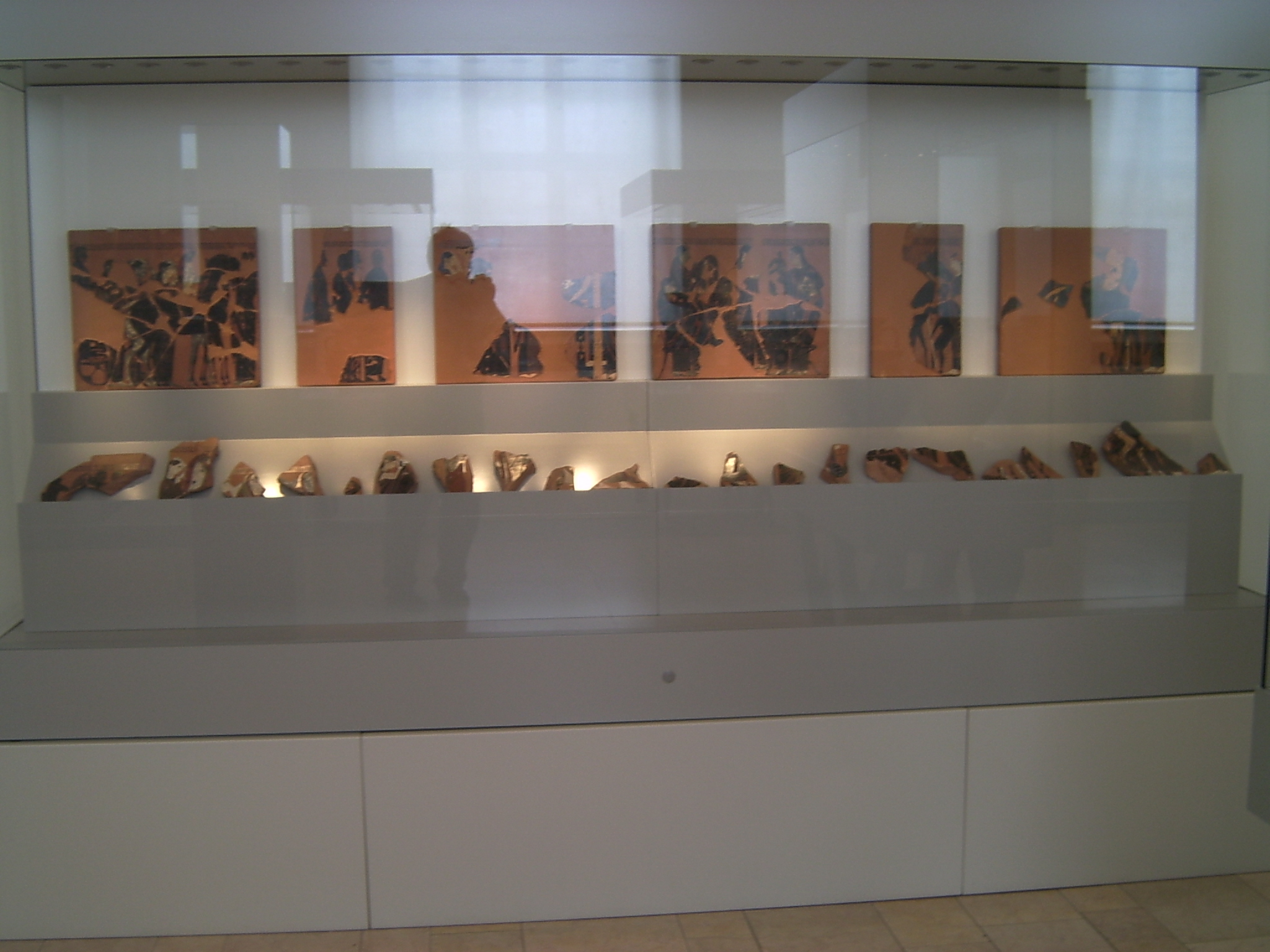
Ausstellung der Grabtafeln in der Berliner Antikensammlung

Die Grabtafeln des Exekias sind ein mehrteiliges antikes Kunstwerk des attischen Vasenmalers Exekias.
In der modernen Forschung gilt der in Athen tätige Vasenmaler Exekias als der bedeutendste Vertreter seines Handwerks im schwarzfigurigen Stil. So verwundert es nicht, dass der Künstler offenbar auch zu seiner Zeit besonders geschätzt wurde und Aufträge für Werke bekam, die weit über die normale Vasenmalerei hinausgingen. Herausragendes Zeugnis seines Könnens sind die 16 Tontafeln (Pinakes), die einen Grabbau schmückten. Sie sind jeweils 43 × 37 cm groß und werden in den Zeitraum zwischen 540 und 530 v. Chr. datiert. Anders als bei der Vasenmalerei erforderte die Bemalung so vieler großer und freier Flächen eine andere Gestaltungsweise, als es ein Vasenmaler gewohnt war.
Die fragmentarischen Reste der Tafeln wurden 1875 für die Berliner Antikensammlung erworben (Kat. F 1811 – F 1826). Nach Angaben des Händlers wurden sie 1872 im Kerameikos, der in Teilen Friedhof Athens war, gefunden. Später fand sich noch ein weiteres zugehöriges Fragment im Athener Nationalmuseum (Inv. 20061).
Exekias produzierte noch einen weiteren Satz von solchen Grabpinakes, davon haben sich vier Fragmente im Athener Nationalmuseum erhalten.

## Beschreibung
Die 16 Tafeln sind heute alle nur noch fragmentarisch erhalten. Das zentrale Motiv scheint die Totenklage (Prothesis) gewesen zu sein. Glücklicherweise gehört das Motiv zu einem der beiden am besten erhaltenen Tafeln. Der häusliche Rahmen der Szenerie wird durch zwei weiße Säulen im Vordergrund gekennzeichnet. Die auf einer Kline aufgebahrte Tote ist mit einer Halskette und einem Myrtenkranz geschmückt und auf einem erhöhten Podest aufgestellt. Hinter dem Kopfende beugt sich eine Dienerin über die Tote. Von den trauernden Frauen im Hintergrund und am Rand sind nur noch wenige Reste erhalten. Im Bildvordergrund stehen ein junges Mädchen und ein Mann, der zum Zeichen der Trauer die Haare kurz geschoren hatte. Er ist ungewöhnlich individuell mit einer Adlernase wiedergegeben, auch sein Name war beigeschrieben. Da die Totenklage im Allgemeinen nur von Frauen besucht wurde, ist anzunehmen, dass der Mann der engste Angehörige, sicher der Ehemann, der Verstorbenen war. Er ist sicher auch der Auftraggeber des Grabmonuments und damit der Grabtafeln.
Auf den beiden Tafeln links von der beschriebenen Szene folgen weitere Totenklageszenen. Auf weiteren zehn Tafeln folgen ein aufwendiger Trauerzug (Ekphora) mit Männer- und Frauenchören, Reitern und Viergespannen. Hier sollen offenbar die Macht und der Repräsentationsanspruch eines Adelsgeschlechts dargestellt werden. Der Anführer des Trauerzuges wendet seinen Blick dem Betrachter zu, fast so als wolle er diesen ansprechen. Diese Einbeziehung des Betrachters und der Ernst des Gesichtsausdruckes ist für die archaische griechische Kunst ungewöhnlich.

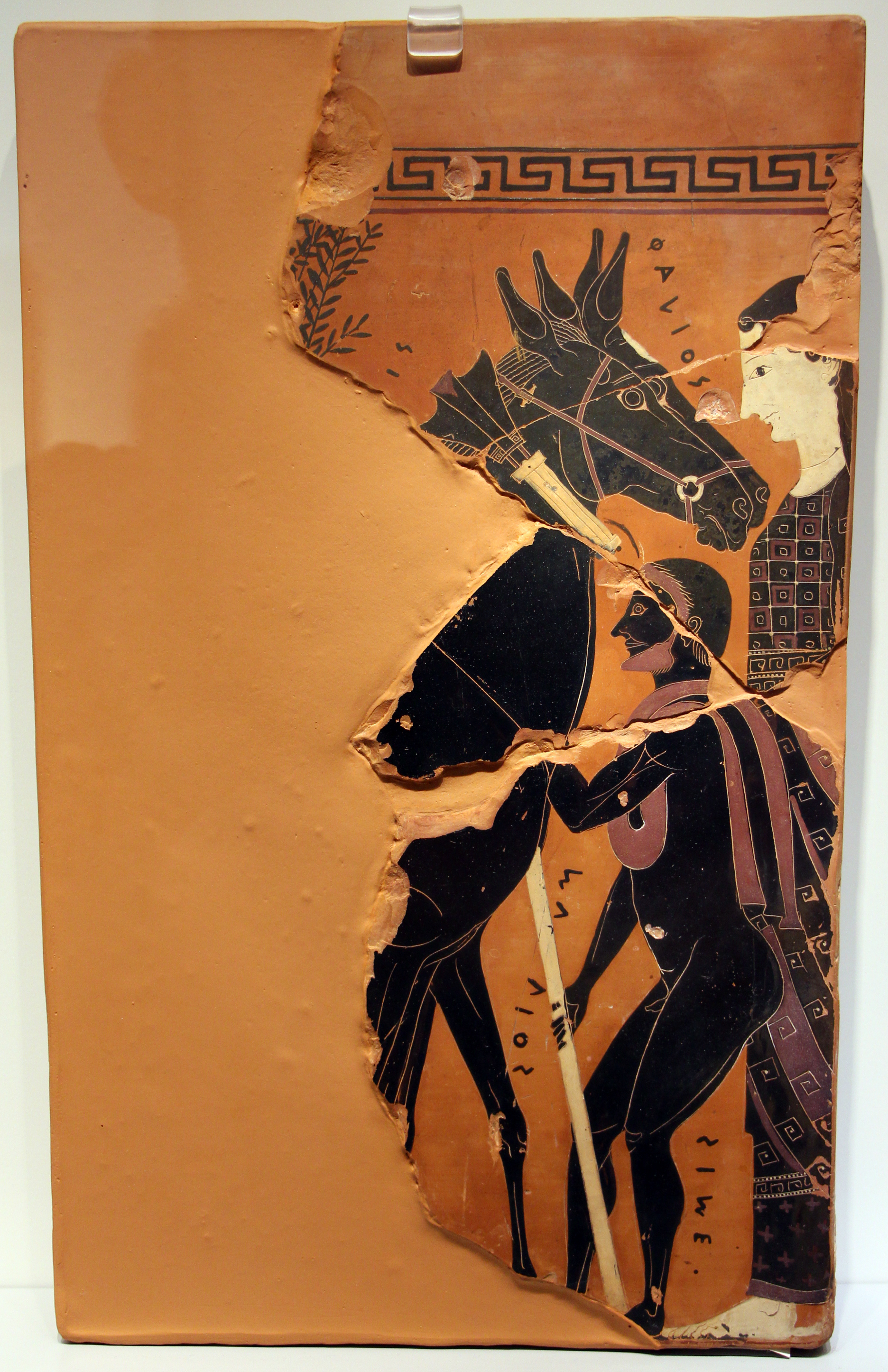
Detail

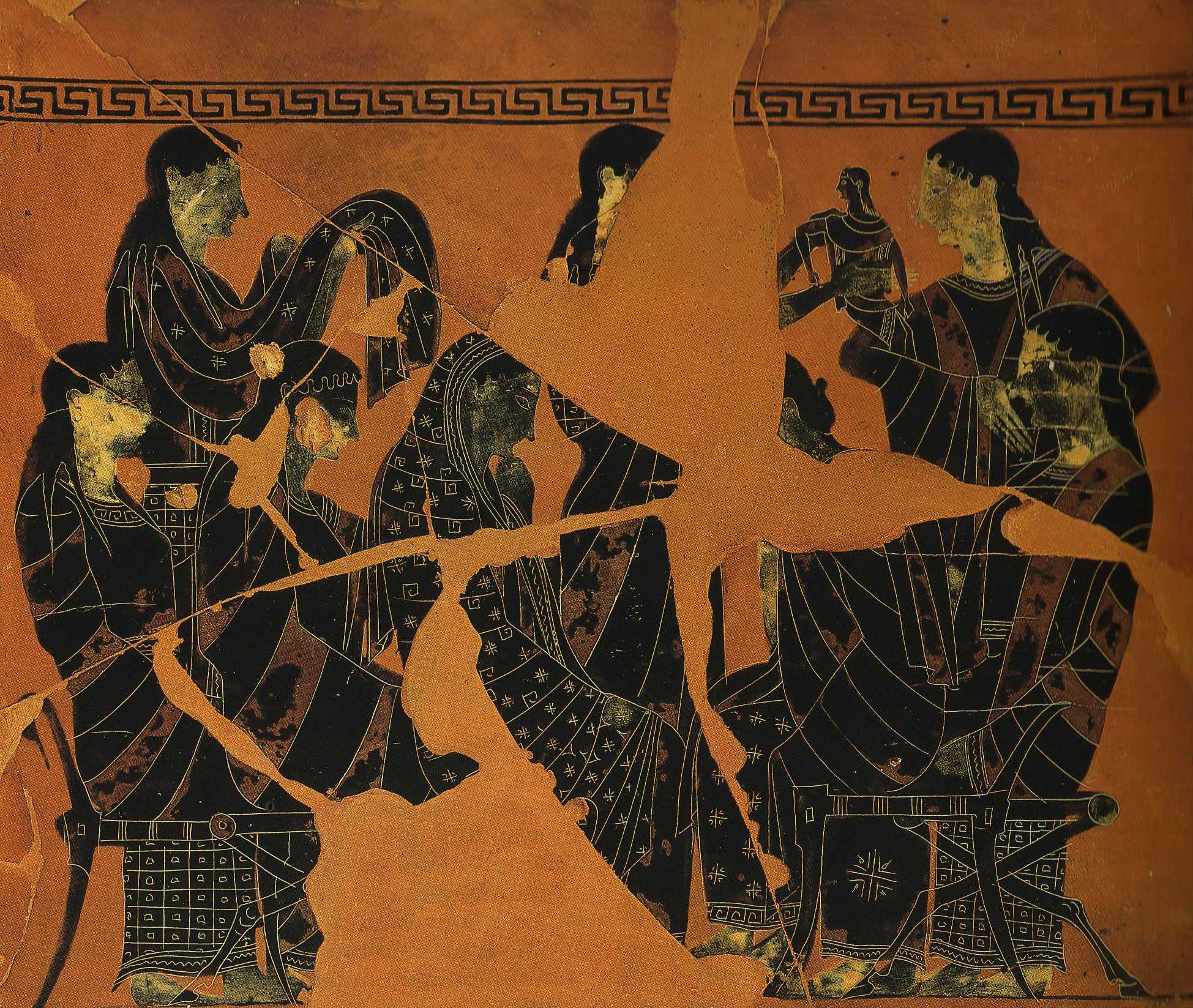
Stille Totenklage der Frauen

Die Szene rechts von der Totenklage gehört nicht zum Totenritual, sie gibt einen Einblick in den privaten, familiären Bereich. Man sieht eine Gruppe von Frauen, die zum Teil auf Stühlen sitzt und in stiller Trauer vereint ist. Eine vornehm gekleidete Frau hat ihren Mantel über den Kopf gezogen und ihr Kinn auf die Hand gestützt. Möglicherweise handelt es sich hier um die Mutter der Toten. Im Hintergrund reichen drei Frauen einen neugeborenen Jungen herum. Somit sollte auch die Todesursache der Frau geklärt sein, die offenbar bei der Geburt oder im Wochenbett gestorben ist. Diese private Szene der Trauer und die Sorge um das Baby ist für die archaische Kunst etwas Neues und offenbar zwischen den Auftraggeber und dem Künstler in enger Absprache entstanden.
Eine weitere Pionierleistung ist die Darstellung eines Maultiergespannes und des Dieners, der dieses Gespann führte. Der Diener stützt mit einer weißen Stange die Deichsel des Wagens um die Tiere zu entlasten. Die individuell und naturnah gestalteten Tierdarstellungen, die über die formelhaften Darstellungen der edlen Pferde hinausgehen, sind einmalig für die schwarzfigurige Vasenmalerei. Der Diener fällt völlig aus der edlen Darstellungsform des Trauerzuges. Er ist besonders klein (Bedeutungsgröße) dargestellt, nackt, zeigt eine unedle Haltung und einen unproportionierten Körper. Das Anschirren des Wagens ist die einzige echte Handlungszene des ganzen Frieses und symbolisiert die Unerbittlichkeit des letzten Abschiedes. Zudem verbindet diese Szene die beiden Handlungsszenen der Totentrauer und des Totenzuges.

## Fund-, Forschungs- und Ausstellungsgeschichte
1875 konnten die Berliner Museen im Kunsthandel mehrere Fragmente eines im schwarzfigurigen Stil bemalten Satzes attischer Pinakes erwerben. Laut Angaben des Kunsthändlers wurden all diese Stücke 1872 hinter einem Waisenhaus in der Athener Piräusstrasse 86 gefunden. Die Stelle liegt an einer äußeren Stelle des antiken Stadtviertels Kerameikos und ist heute ganz mit modernen Häusern bebaut. Der Fundort legt nahe, dass es sich bei den Fragmenten um Teile eines Grabschmuckes handelte, war doch dieser Teil des Kerameikos eine Nekropole. Zwei der Tafeln waren beim Ankauf schon fast vollständig zusammengesetzt und zum Teil modern ergänzt und in Teilen übermalt. Der Rest des Fundes bestand aus weiteren 45 unzusammenhängenden einzelnen Bruchstücken.
Adolf Furtwängler publizierte die Stücke zehn Jahre später in seinem Katalog der Vasen in der Berliner Antikensammlung. Darin rekonstruierte er 15 Tafeln, die er mit den Katalognummern 1811 bis 1825 versah. Die nicht zugeordneten Fragmente bekamen die Katalognummer 1826. Maxime Collignon veröffentlichte 1888 Zeichnungen von Fragmenten der dargestellten Prothesis, der Trauer im Frauengemach und zweier weiterer Fragmente und schlug als erster eine Verbindung zu Exekias vor. Eine weitere sorgfältige Veröffentlichung folgte 1891/92 in den Antiken Denkmälern, die im Falle der beiden nahezu kompletten Tafeln auf Aquarellen, im Falle von zehn wichtigen Fragmenten auf Grundlage kolorierter Fotos erfolgte. Es sind noch heute wertvolle Zeugnisse, da die Farben zu dieser Zeit noch besser erhalten waren, als sie es heute noch sind. Weitere vier Fragmente wurden in Zeichnungen gezeigt. Die Beschreibungen wurden von Gustav Hirschfeld verfasst. In der Festschrift für Johannes Overbeck rekonstruierte er 1893 12 Tafeln und konnte hier 34 der 45 Fragmente unterbringen.
Eine erste Einordnung der Tafeln als Werk von herausragender Bedeutung in der archaischen griechischen Kunst und Zuweisung an dem Maler Exekias wurde 1925 von Andreas Rumpf in seiner Rezension im „Gnomon“ zu Ernst Pfuhls „Malerei und Zeichnung der Griechen“ vorgenommen:
„Und doch sind es Werke von der Hand des Exekias gleichzeitig mit der vatikanischen Amphora, größer als diese nicht nur im Maßstab, reicher in den Motiven, ausgezeichneter in der Technik, sorgfältiger in der Ausführung und mit gut erhaltener Oberfläche. Sie gehörten nicht nur in den Mittelpunkt der Werke des Exekias, sondern an ihnen als den bedeutendsten Leistungen der attischen Zeichenkunst um die Jahrhundertmitte wären die früheren und späteren Arbeiten zu messen gewesen.“
Pfuhl relativierte seine Meinung schon 1924 in „Meisterwerke griechischer Zeichnung und Malerei“ und lobte hier die Nähe zur großen Kunst und den Vorgriff auf die klassische Kunst. Rumpf war auch der erste Archäologe, der die Grabtafeln ausdrücklich Exekias als Maler zuordnete. Die Zuweisung wurde kurz darauf auch von John D. Beazley, dem bedeutenden Erforscher der attischen Vasenmalerei übernommen und gilt seitdem als gesichert. 1934 veröffentlichte Werner Technau nochmals die meisten der Fragmente in seiner Exekias-Monografie, ohne sie jedoch zu kommentieren.
Bis zum Zweiten Weltkrieg waren die beiden zusammengesetzten Tafeln und mehrere der großen Fragmente ausgestellt, 35 Fragmente waren magaziniert. Sie blieben auch im Magazin des Pergamonmuseums, während die Stücke der Ausstellung ausgelagert wurden und ab 1946 im Kunstgutlager Schloss Celle verwahrt wurden. Zwei kleine Fragmente gingen während der Auslagerung verloren. 1957/58 kamen die Stücke aus Celle nach West-Berlin zurück. Sie waren eines der Prunkstücke der Sammlung des Antikenmuseums im Stülerbau von Schloss Charlottenburg. Anlässlich der Neuordnung der Ausstellung 1974 wurden einige der Fragmente restauriert und alle in West-Berlin befindlichen Fragmente zu sieben Tafeleinheiten zusammengefasst. Sie wurden auf Plexiglasplatten befestigt und an der Wand angebracht. Noch 1989 wurde zwischen beiden Museen ein Austausch vereinbart, der vorsah, dass die West-Berliner Sammlung die 35 Bruchstücke der Ostberliner Sammlung und im Gegenzug die Ostberliner Sammlung zwölf Köpfe des Telephosfrieses des Pergamonaltars bekommen sollte, die sich in West-Berlin befanden. Mit der politischen Wiedervereinigung und der damit verbundenen Zusammenführung der Antikensammlung auf der Museumsinsel wurde dieses Tauschgeschäft jedoch hinfällig. Aktuell sind die am besten erhaltenen Tafeln sowie ein großer Teil der Fragmente im Alten Museum ausgestellt. Mit den Pinakes sind auch eine signierte Amphora des Exekias ( Inv. F 1720) und eine Amphora der Gruppe E (Inv. F 1717) ausgestellt.
Es dauerte bis zur Wiedervereinigung der Ost- und West-Berliner Antikensammlungen, dass alle erhaltenen Stücke wieder studiert werden konnten. Trotz dieser Probleme machte John Boardman 1955 einen neuen Vorschlag zur Anordnung der Fragmente. Es dauerte bis zur Veröffentlichung von Heide Mommsens erstem Teil einer Exekias-Monografie 1997, dass erneut die gesamte Tafelserie Gegenstand der Forschung wurde. Bis dahin wurden nur Teile der Pinakes, die beiden fast vollständigen Tafeln und mehrere der größeren Fragmente, an mehreren Stellen abgebildet und untersucht. Zehn bis dahin unveröffentlichte Fragmente publizierte Mommsen erstmals. 1978 entdeckte Martin Robertson im Magazin des Athener Museums ein Fragment, das er einer der Berliner Tafeln zuordnen konnte. Damit weckte er die Hoffnung, dass in Zukunft möglicherweise noch mehr Fragmente gefunden werden könnten.
Im Athener Nationalmuseum befinden sich vier weitere kleinere Fragmente von Grabpinakes, die Exekias zugeschrieben werden (Inv. 2414–2417). Diese Stücke wurden lange Zeit dem Berliner Zyklus zugeordnet. John Boardman konnte aufgrund der unterschiedlichen Fundorte und der unterschiedlichen Höhen des Kopfbandes jedoch nachweisen, dass es sich um Stücke einer anderen Serie handelt.

## Einordnung
Neben den Grabpinakes des Exekias heute in Berlin und seiner zweiten Serie von Grabpinakes in Athen sind noch eine größere Anzahl von weiteren Grabpinakes bekannt. Sie alle zeigen die Darstellung der Prothesis, der Ekphora und von trauernden Frauen und Männern. Zwischen dem letzten Viertel des 7. Jahrhunderts v. Chr. und der Mitte des 6. Jahrhunderts sind Serien von Grabpinakes nachzuweisen, ab etwa 530 v. Chr. bis ins 5. Jahrhundert v. Chr. sind nur noch Einzelstücke bekannt. Zu den besterhaltenen Einzelstücken zählt ein Pinax im Metropolitan Museum of Art mit Darstellung der Prothesis in der oberen Szene und der Darstellung eines Wagenrennens, wohl bei den Leichenspielen, im unteren Fries. Außer den Pinakes des Exekias sind solche des Sophilos, des Lydos des Gela-Malers und des Sappho-Malers bekannt, die meisten Stücke sind keinem Maler zugewiesen.